# سوسانا یوهنسون
سوسانا یوهنسون (به انگلیسی: Susannah Johnson) ژیمناست زادهٔ ۳۰ سپتامبر ۱۹۹۰ میلادی اهل کشور ایالات متحده آمریکا است.